# Maïzena

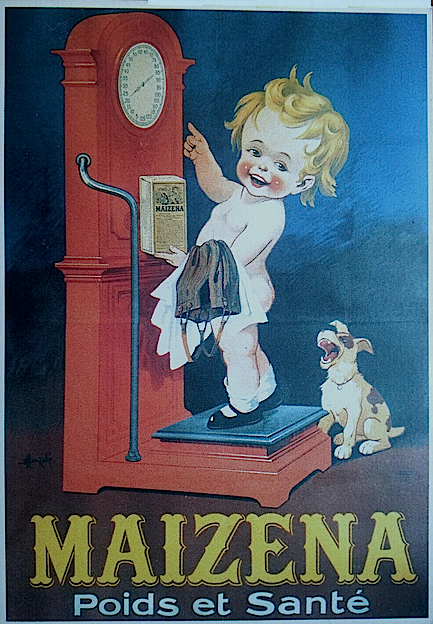
« Maïzena Poids et Santé », affiche d'Auzolle, 1923.

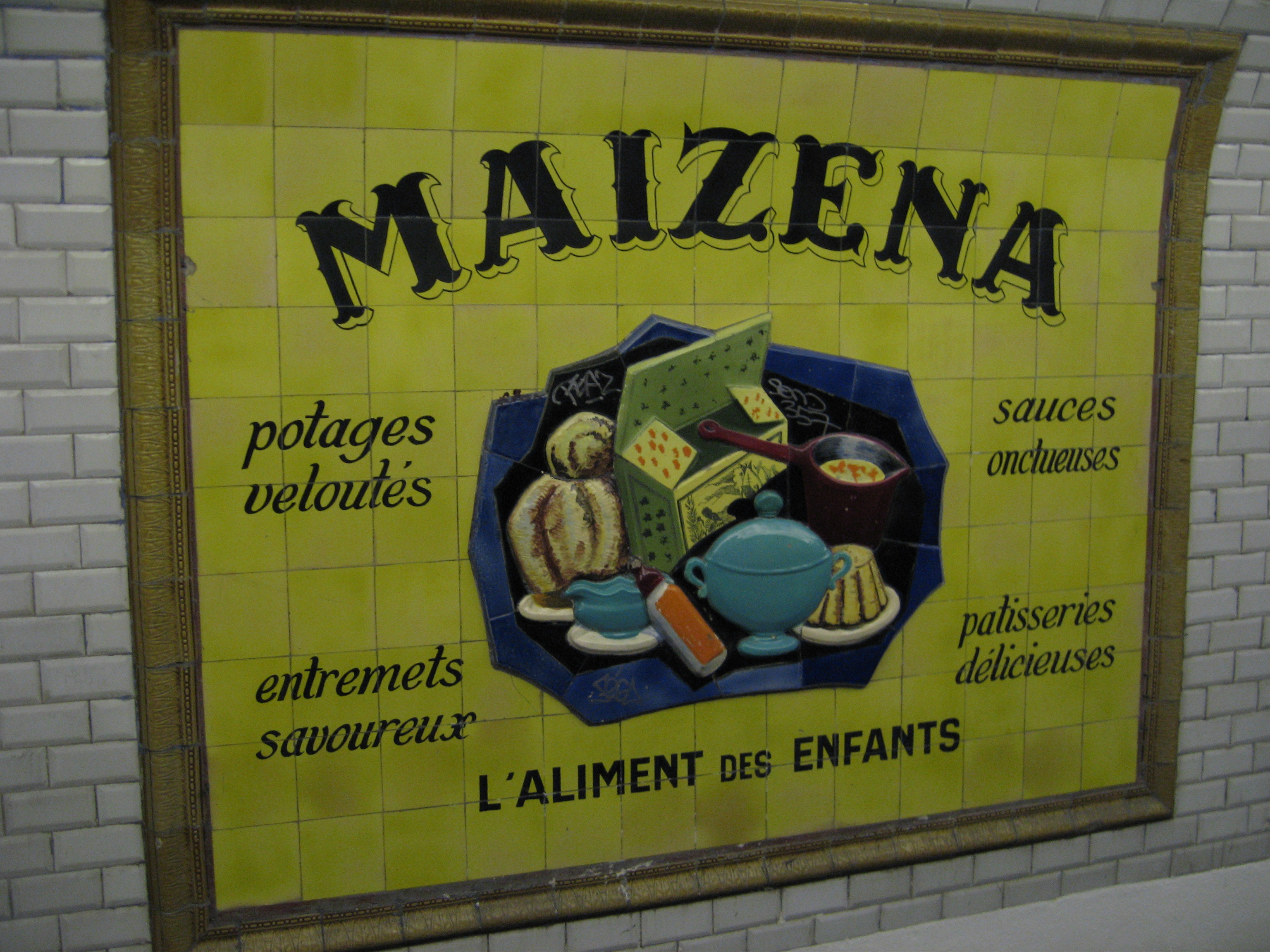
Ancienne publicité en faïence dans le métro de Paris.

Maïzena est une marque d'amidon de maïs déposée depuis 1891 (1862 selon le site officiel).
Elle est la propriété de la société américaine Conopco, entité du groupe Unilever.
Elle est utilisée pour lier des sauces et des gâteaux.

## Histoire
La Maïzena est une poudre d'amidon de maïs qui a été mise au point par une entreprise américaine en 1856, puis commercialisée six ans plus tard sous la marque « Maïzena ». La marque arrive en France en 1924, commercialisée par la Société des produits du maïs (SPM). La marque appartiendra successivement à l'entreprise Corn Products Company (CPC), puis Bestfoods, qui sera racheté par Unilever en 2000.

## Dénomination
Le terme « Maïzena » est utilisé couramment en France pour désigner de l'amidon de maïs, qui est le produit phare de la marque, mais, en vertu des dispositions de l'article 714-6 du code de la propriété intellectuelle français, la société Unilever s'oppose formellement à cet usage.
La marque Maïzena est commercialisée dans plus de 120 pays et c'est la population brésilienne qui en fait la plus grande consommation.
À noter qu'avec un emballage quasiment identique, Maïzena propose des produits sans maïs (par exemple « Maïzena roux pour béchamel » : farine de blé plus graisse de palme, ou « Maïzena sauceline » : amidon de pommes de terre plus lactose plus maltodextrine plus farine de riz).

## Propriétés physiques
Le mélange d'amidon de maïs avec un peu d'eau (un volume d'eau pour deux volumes d'amidon) est un exemple de fluide rhéoépaississant, c'est-à-dire qu'il se comporte comme un liquide peu visqueux quand on le manipule lentement (excitation à basse fréquence), mais qui devient très visqueux, presque solide quand on le manipule rapidement (excitation à haute fréquence). Ces propriétés en font un fluide non newtonien.